# Öppen ekonomi
En öppen ekonomi är en ekonomi där inhemska och utländska parter handlar fritt med varandra. Människor och företag kan handla med varor och tjänster med andra människor och företag i det internationella samfundet, och pengar kan röra sig fritt. Handel kan ta form av arbetskraftsvandring, tekniköverföringar och alla typer av varor och tjänster. Det står i kontrast till en stängd ekonomi där internationell handel och finans är förbjuden eller praktiskt omöjlig. 
Det finns ett antal ekonomiska fördelar för medborgare i ett land med öppen ekonomi. En primär fördel är att konsumenter har ett mycket större utbud av varor och tjänster att välja mellan. Dessutom har konsumenterna möjlighet att investera sina besparingar utanför landet. Det finns också ekonomiska nackdelar; en öppen ekonomi är beroende av andra ekonomier och detta utsätter dem för en viss oundviklig risk. 
Om ett land har en öppen ekonomi behöver det landets utgifterna, under ett visst år, inte vara lika med produktionen av varor och tjänster. Ett land kan också spendera mer pengar än det producerar genom att låna från utlandet, eller kan det spendera mindre än det producerar och låna mellanskillnaden till utlänningar.